# فوریه ۲۰۱۲
فوریه ۲۰۱۲، یکی از ماه‌های ۲۰۱۲ (میلادی) است.
آغاز آن، روز چهارشنبه برابر با ۱۲ بهمن ۱۳۹۰ خورشیدی.

مطابق با ۸ ربیع‌الاول ۱۴۳۳ قمری است.

## ۶ فوریه۲۰۱۲
- «شورای سراسری ایرانیان آمریکا» می‌نویسد تحریم‌های جدید علیه ایران اشیاء باستانی متعلق به آن کشور در موزه‌ها و دانشگاه‌های آمریکا را نیز هدف گرفته و تحت تاثیر آن مصادره و احتمال حراج این آثار بی‌نظیر در آمریکا ساده‌تر خواهد شد. (منبع: رادیو فردا).

## ۱۰ فوریه۲۰۱۲
- زمین‌لرزه‌ای به قدرت ۴٫۷ ریشتر حوالی تهران را لرزاند

## ۱۲ فوریه۲۰۱۲
- ویتنی هیوستون، خواننده و بازیگر درگذشت

## ۱۷ فوریه۲۰۱۲
این قطعنامه با کسب ۱۳۷ رای موافق، ۱۲ رای مخالف و ۱۷ رای ممتنع به تصویب رسید از جمله کشورهایی که به این قطعنامه رای منفی دادند می‌توان به ایران، چین، روسیه، ونزوئلا و کره شمالی اشاره کرد. در این قطعنامه از بشار اسد خواسته شده مطابق با طرح پیشنهادی اتحادیه عرب ظرف مدت دو هفته از قدرت کناره‌گیری کند. ویکی‌خبر
 •  بر اثر برخورد دو دستگاه اتوبوس در ایالت بائوچی نیجریه ۳۲ نفر سرنشین هر دو خودرو جان باختند. ویکی‌خبر
 •  مرکز لرزه نگاری موسسهٔ ژئوفیزیک دانشگاه تهران اعلام کرد صبح امروز مقارن ساعت ۷:۱۹:۲۰ زمین لرزه‌ای به بزرگی ۳٫۵ ریشتر حوالی دماوند در استان تهران را لرزانده‌است.

## ۱۸ فوریه۲۰۱۲
هویت وی امینه الخلیفی ۲۹ ساله و مراکشی تبار اعلام گردیده‌است. ادعا شده نامبرده پس ابطال ویزایش آمریکا را ترک نکرده‌است. وی برای چندین هفته تحت نظر اف‌بی‌آی بوده و مامورین مخفی این پلیس با فریب و با تماس با وی اینطور وانمود کرده‌اند که از اعضای القاعده هستند. ویکی‌خبر
 •  معاون فنی وزارت اطلاعات با شرکت در نخستین همایش ملی دفاع سایبری به اظهار نظر در مورد تهدیدات اینترنت پرداخت.

## ۲۳ فوریه۲۰۱۲
مقامات پلیس اعلام کرده‌اند در این حادثه ۴۹ نفر کشته و بیش از ۶۵۰ نفر مجروح شده‌اند.ویکی‌خبر
 • در سلسله انفجارهایی که امروز در شهر بغداد به وقوع پیوست، تاکنون ۳۲ جان خود را از دست داده‌اند.

## ۲۷ فوریه۲۰۱۲
• مرکز لرزه‌نگاری موسسهٔ ژئوفیزیک دانشگاه تهران اعلام کرد امشب مقارن ساعت ۲۲:۱۸:۵۵ زمین‌لرزه‌ای به بزرگی ۵٫۴ ریشتر حوالی شهر راور و کوهبنان در استان کرمان را لرزانده‌است.

## پیوندهای روزانه
- درگاه: وقایع کنونی/وقایع ۶ فوریه ۲۰۱۲
- درگاه: وقایع کنونی/وقایع ۱۰ فوریه ۲۰۱۲
- درگاه: وقایع کنونی/وقایع ۱۲ فوریه ۲۰۱۲
- درگاه: وقایع کنونی/وقایع ۱۴ فوریه ۲۰۱۲
- درگاه: وقایع کنونی/وقایع ۱۶ فوریه ۲۰۱۲
- درگاه: وقایع کنونی/وقایع ۱۷ فوریه ۲۰۱۲
- درگاه: وقایع کنونی/وقایع ۱۸ فوریه ۲۰۱۲
- درگاه: وقایع کنونی/وقایع  ۱۹ فوریه ۲۰۱۲
- درگاه: وقایع کنونی/وقایع ۲۰ فوریه ۲۰۱۲
- درگاه: وقایع کنونی/وقایع ۲۱ فوریه ۲۰۱۲
- درگاه: وقایع کنونی/وقایع ۲۳ فوریه ۲۰۱۲
- درگاه: وقایع کنونی/وقایع ۲۴ فوریه ۲۰۱۲
- درگاه: وقایع کنونی/وقایع ۲۶ فوریه ۲۰۱۲
- درگاه: وقایع کنونی/وقایع ۲۷ فوریه ۲۰۱۲
- درگاه: وقایع کنونی/وقایع ۲۸ فوریه ۲۰۱۲